# Forte Bélgica

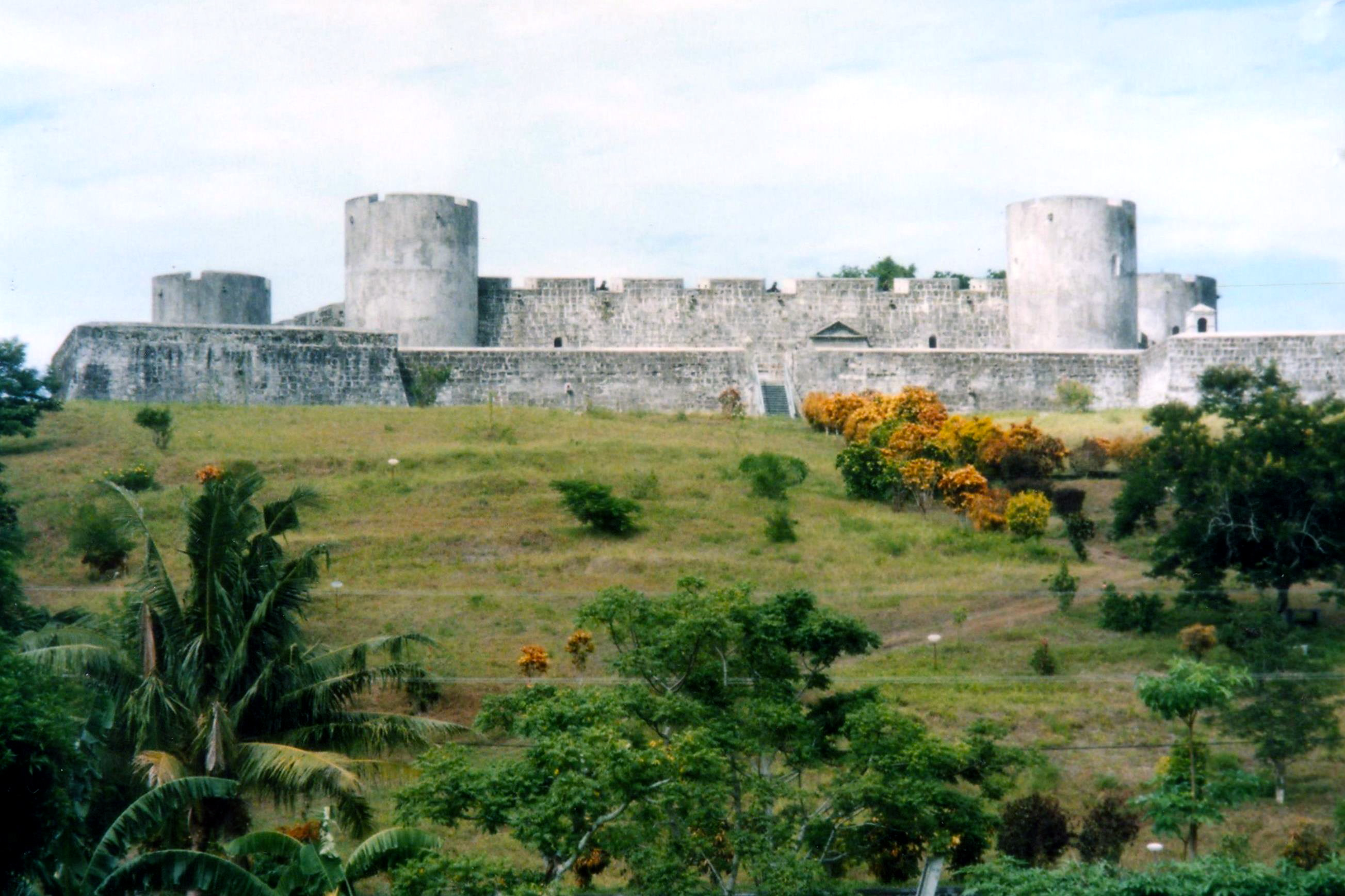
Forte Bélgica no fim dos anos 90.

Forte Bélgica é um forte do século XVII localizado em Banda Neira, Ilhas Banda, Ilhas Molucas, na Indonésia. O forte funcionou como um sistema de fortificação para as Ilhas Banda neste período, o único lugar no mundo onde a noz-moscada era produzida. É um lugar que a Indonésia propôs como Patrimônio Mundial, mas que não foi declarado como tal pelo Comitê do Patrimônio Mundial.

## História
Antes da construção do forte Bélgica, havia uma fortaleza portuguesa do século XVI no alto de uma colina em Banda Neira. Em 4 de setembro de 1611, Pieter Ambos, o primeiro governador-geral das Índias Orientais Neerlandesas, ordenou a construção de um novo forte para reforçar a colina com vista para o original forte holandês, o forte Nassau. Este forte seria nomeado como Belgica ou Nederland, e tornou-se o forte Bélgica. Era um quadrado modesto no topo de uma colina. Em 1662, Jan Pieterszoon Coen ordenou a renovação do forte original, de modo que foi substituído por um forte mais sólido que poderia acomodar 40 homens. Devido aos terremotos de meados do século XVII, ao clima de monções tropicais e à escassez de técnica e materiais com os quais foi originalmente construída, a estrutura deteriorou-se. Em 1667, o governador Cornelis Speelman mandou o engenheiro Adriaan de Leeuw redesenhar e reconstruir o forte. O resultado é o atual "castelo", cujas obras de modificação começaram em 1672 e foram concluídas em 1673. O novo forte belga foi construído com pedras levadas de barco para a ilha. O novo design foi formado por uma estrutura pentagonal inferior com cinco bastiões em ângulo e um pentágono interior mais alto com cinco torres altas circulares. Foi o único forte de seu tipo nas Ilhas Banda. Apesar de que 300.000 florins foram gastos nas modificações, um armamento de 50 armas e uma guarnição de 400 homens, o forte Bélgica se rendeu à frota britânica em 1796 sem disparar um tiro. Retornando aos holandeses em 1803, os britânicos o retomaram em 1810, quando foi atacado pelo capitão Cole e seus homens. Parcialmente demolido em 1904, foi reconstruído de forma incompleta em 1919. Em 1991 o forte foi completamente renovado após o comando do general Leonardus Benjamin Murdani, na época Ministro da Defesa e Segurança da Indonésia.

## Statusno Patrimônio Mundial
Em janeiro de 2015, o forte Bélgica foi adicionado à lista provisória do Patrimônio Mundial da UNESCO como parte da Paisagem Histórica e Marinha das Ilhas Banda.